# Alan White (1949–2022)
Alan White (ur. 14 czerwca 1949 w Pelton, zm. 26 maja 2022 w Seattle) – brytyjski perkusista grający w zespole Yes w latach 1972–2022. White współpracował ponadto m.in. z takimi wykonawcami jak: Joe Cocker, Tony Levin, George Harrison, John Lennon, Billy Preston oraz Eric Clapton.

## Dyskografia
- Alan White – Ramshackled (1976, Atlantic Records)[5]
- White – White (2006, Renaissance Records)[6]
- Tony Levin, David Torn, Alan White – Levin Torn White (2011, Lazy Bones Recordings)[7]